# Lucas I Horenbault

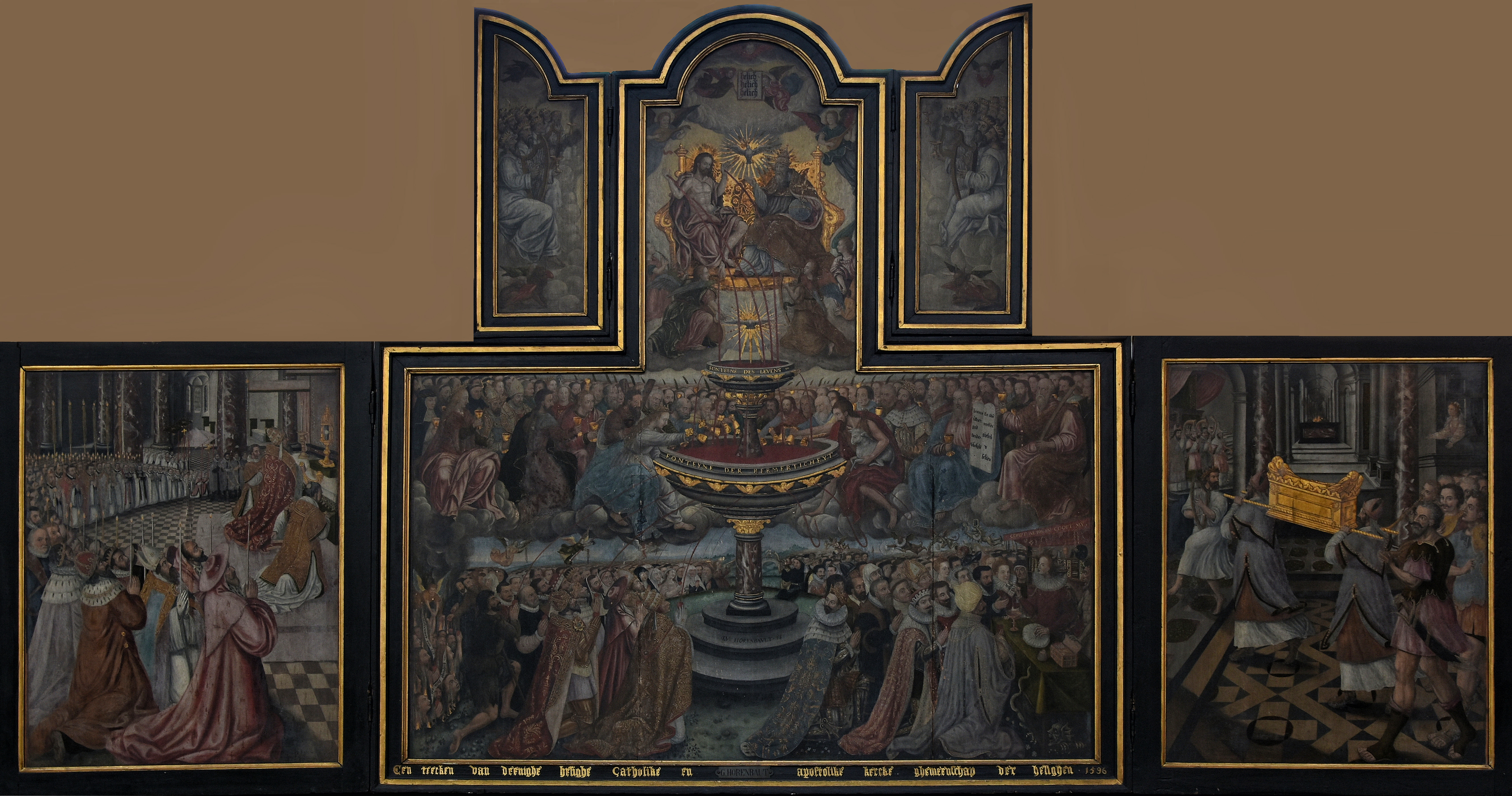
De fontein des levens O.L.V. Ter Hoyekerk Gent, Lucas I of II Horenbault.

Lucas I Horenbault (Gent ??? - Gent 26 april 1626) was een Vlaams kunstschilder die actief was in Gent tussen 1580 en 1626. Hij is niet te verwarren met Lucas Horenbout, de zoon van Gerard  Horenbout. De familie Horenbault (Hornebout, Harembourg) was een Gentse kunstenaarsfamilie tussen de 15de en het einde van de 17de eeuw. Op uitzondering van Gerard Horenbout waren het eerder ambachtslui zonder veel artistieke betekenis.

## Biografie
Lucas was de zoon van François Horenbault en Ghislaine Braems. Hij had drie broers, Jan, Jacques en Lieven. Hij was schilder en ingenieur. Hij huwde een eerste keer met Lievine Heiman die op 28 november 1588 vermoord werd  door de Spanjaard Bartolomeo Martin. Ze hadden samen een zoon François die stierf in 1599. Zijn tweede huwelijk was met Elisabeth de Gryse die overleed op 6 mei 1506. Met haar had hij vier kinderen:  Lucas II, Jeanne (religieuze in Oost-Eeklo), Anne en Marie. Lucas woonde in Gent op de hoek van de Nederpolder en de Zilver- of Sint-Baafsstraat. Hij was gezworene van het gilde tussen 1601 en 1603 en in 1605. 

## Werken
In de literatuur en het bronnenmateriaal is het niet duidelijk door welke Lucas (I of II) het werk werd uitgevoerd. 

### Schilderwerken
- 1585: Een plan van het kamp van de prins van Parma.
- 1595/1596: Beschilderen van een baldakijn in de Sint-Salvatorkerk in Gent
- 1595/1596: Schilderen van een hemel te Gent
- 1596: De Fontein des Levens (Begijnhof, Gent) [4]
- 1597: Een sacramentshuis in de Sint-Niklaaskerk (Gent) schilderen en stofferen
- 1599/1600: Herstellen van verschillende schilderijen in het schepenhuis.
- 1599/1600: 6 trompetvendels
- 1607/1608: Onze-Lieve -Vrouw op de muur van de vrouwenkapel in Sint-Baafs

### Andere
- 1580/1582: Leiding over en bescherming van de versterkingswerken te Gent
- 1580/1582: Toezicht op nieuwe delfwerken te Mariakerke
- 1584: Leveren van goudbladen voor de intocht van hertog Alexander Farnese
- 1594/1595: Werken aan het begijnhof (Gent)
- 1596: Ontwerpen van forten (NK, H77)
- 1599/1600: Voorbereidingen van de Blijde Intrede van de aartshertogen te Gent op 28 en 30

januari 1600 
- 1603/1604: Maken een kaart van de nieuwe vaart